# Vadmacska (film)
A Vadmacska (eredeti cím: Wildcat) 2023-ban bemutatott amerikai életrajzi filmdráma, amelyet Ethan Hawke és Shelby Gaines forgatókönyvéből Hawke rendezett. A film Flannery O’Connor amerikai írónőről szól, aki első regénye kiadásáért küzd. A főbb szerepekben Maya Hawke, Rafael Casal, Philip Ettinger, Cooper Hoffman, Steve Zahn és Laura Linney látható.
A Vadmacska világpremierje az 50. Telluride Filmfesztiválon volt 2023. szeptember 1-jén. Az Amerikai Egyesült Államokban 2024. május 3-án, korlátozott számú moziban mutatták be. Magyarországon 2025. április 3-án a HBO Max mutatta be.

## Cselekmény
A fiatal Flannery O’Connor írói karriert akar csinálni. Az 1940-es és 50-es években nőként azonban minden más, mint a férfiak uralta irodalmi világban érvényesülni.
Az Amerikai Egyesült Államok déli részén élő édesanyjánál, Reginánál tett látogatása során Flannery-nél 25 évesen lupust diagnosztizálnak, egy olyan betegséget, amelyben már az apja is szenvedett és meghalt. Flannery később testi betegségekkel is küzdött, de sikeres regényeket és számos novellát írt.

## Szereplők
| Szerep             | Színész           | Magyar hang          |
| ------------------ | ----------------- | -------------------- |
| Flannery O’Connor  | Maya Hawke        | Sodró Eliza          |
| Regina O’Connor    | Laura Linney      | Fehér Anna           |
| Robert Lowell      | Philip Ettinger   | Markovics Tamás      |
| O.E. Parker        | Rafael Casal      | Czető Roland         |
| Manley Pointer     | Cooper Hoffman    | Rada Bálint          |
| Tom T. Shiftlet    | Steve Zahn        | Fekete Zoltán        |
| Seriff             | Vincent D’Onofrio | Petridisz Hrisztosz  |
| John Selby         | Alessandro Nivola | Csík Csaba Krisztián |
| hölgy              | Christine Dye     | Kokas Piroska        |
| Elizabeth Hardwick | Willa Fitzgerald  | Ligeti Kovács Judit  |
| elítélt            | Levon Hawke       |                      |
| Flynn atya         | Liam Neeson       | Csernák János        |
| Claud Turpin       | George Sheanshang |                      |
| Thomas             | Nik Pajic         |                      |

### Magyar változat
- Magyar szöveg: Kopányi Vanda
- Hangmérnök: Policza Imre
- Vágó: Házi Sándor
- Gyártásvezető: Rába Ildikó
- Szinkronrendező: Turóczi Izabell
- Produkciós vezető: Németh Napsugár

A szinkront az Iyuno Hungary készítette el.

## A film készítése
A Vadmacska című filmet Ethan Hawke és Shelby Gaines írta Hawke rendezésében. A Renovo Media Grouphoz tartozó Cory Pyke készítette és finanszírozta. Joe Goodman a Good Country Pictures, valamint Hawke és felesége, Ryan Hawke az Under the Influence Productions nevű cégen keresztül voltak a producerek. Maya Hawke volt a vezető producer és főszereplő a filmben. 2023 januárjában jelentették, hogy Laura Linney, Philip Ettinger, Rafael Casal, Steve Zahn, Cooper Hoffman, Willa Fitzgerald, Alessandro Nivola és Vincent D’Onofrio is csatlakozott a stábhoz.
A forgatásra 2023. január 10. és február 11. között került sor a Kentucky állambeli Louisville-ben. A felvételek készítése Kentucky középső részén fekvő Shelbyville-ben és Frankfortban is zajlott.

## Bemutató
A Vadmacska világpremierjét az 50. Telluride Filmfesztiválon tartották 2023. szeptember 1-jén. A 2023-as Torontói Nemzetközi Filmfesztiválon is bemutatták 2023. szeptember 11-én.
2024 januárjában az Oscilloscope megszerezte a film amerikai forgalmazási jogait. New Yorkban és Los Angelesben 2024. május 3-án jelent meg korlátozott számú moziba.